# Jorge González Torres
 (février 2025).
Si vous disposez d'ouvrages ou d'articles de référence ou si vous connaissez des sites web de qualité traitant du thème abordé ici, merci de compléter l'article en donnant les références utiles à sa vérifiabilité et en les liant à la section « Notes et références ».
Jorge González Torres (né à Mexico) est un homme politique mexicain, fondateur du Parti vert écologiste du Mexique. Il a également été coprésident de la Fédération des partis verts des Amériques.